# 経済産業省審議官インサイダー取引事件
経済産業省審議官インサイダー取引事件（けいざいさんぎょうしょうしんぎかんいんさいだーとりひきじけん）とは2009年に経済産業省幹部が日本の半導体会社を巡ってインサイダー取引をした事件。

## 概要
経済産業省商務情報政策局審議官は日本の半導体会社に絡んで以下のようにインサイダー情報を事前に入手した際に妻の証券口座を利用して購入し、値上がりした後で市場で売り抜けて約230万円の利益を得た。
- 2009年4月21日から27日にかけて、NECエレクトロニクスとルネサステクノロジの合併計画が公表される前に、NECエレクトロニクス株計約5000株を7回に分けて約490万円で購入。
- 2009年5月15日と18日に、改正産業活力再生特別措置法（改正産活法）の適用によるエルピーダメモリの再建策が公表される前にエルピーダメモリ社株計3000株を2回に分けて約305万円で購入。

この審議官は後に資源エネルギー庁次長に昇進するが、インサイダー疑惑が報じられて大臣官房付に更迭される。金融商品取引法違反（インサイダー取引）容疑で2012年1月12日に東京地方検察庁特別捜査部から逮捕され、2月1日に起訴された。裁判では弁護側は株取引よりも前に合併情報に関する報道や企業側が改正産活法の適用の検討について発表があったと主張し、インサイダー取引の前提となる「重要事実」が既に公表済みだったとして無罪を主張したが、2013年6月28日に東京地裁は検討段階での開示は公表に当たらないとの判断を示し、元経済産業省幹部に懲役1年6月執行猶予3年、罰金100万円、追徴金約1000万円の有罪判決を言い渡した。2016年11月28日に最高裁が情報の一部が事前に報道されていたことについて「情報源が明らかでない報道は、重要事実の公表にあたらない」として有罪判決が確定した。